# Łabiszyn (gemeente)
De gemeente Łabiszyn is een stad- en landgemeente in het Poolse woiwodschap Koejavië-Pommeren, in powiat Żniński.
De zetel van de gemeente is in Łabiszyn.
Op 30 juni 2004 telde de gemeente 9275 inwoners.

## Oppervlakte gegevens
In 2002 bedroeg de totale oppervlakte van gemeente Łabiszyn 166,92 km², waarvan:
- agrarisch gebied: 59%
- bossen: 31%

De gemeente beslaat 16,95% van de totale oppervlakte van de powiat.

## Demografie
Stand op 30 juni 2004:
| Omschrijving                   | Totaal | Totaal | Vrouwen | Vrouwen | Mannen | Mannen |
| ------------------------------ | ------ | ------ | ------- | ------- | ------ | ------ |
| eenheid                        | aantal | %      | aantal  | %       | aantal | %      |
| inwoners                       | 9275   | 100    | 4583    | 49,4    | 4692   | 50,6   |
| bevolkingsdichtheid (inw./km²) | 55,6   | 55,6   | 27,5    | 27,5    | 28,1   | 28,1   |

In 2002 bedroeg het gemiddelde inkomen per inwoner 1220,69 zł.

## Administratieve plaatsen (sołectwo)
Buszkowo, Jabłowo Pałuckie, Jabłówko, Jeżewice, Jeżewo, Łabiszyn-Wieś, Nowe Dąbie, Obielewo, Ojrzanowo, Oporowo, Ostatkowo, Smogorzewo, Wielki Sosnowiec, Władysławowo, Załachowo.

## Overige plaatsen
Annowo, Antoniewo, Kąpie, Klotyldowo, Lubostroń, Obórznia, Oporówek, Pszczółczyn, Rzywno, Smerzyn, Wyręba, Zdziersk.

## Aangrenzende gemeenten
Barcin, Białe Błota, Nowa Wieś Wielka, Szubin, Złotniki Kujawskie, Żnin